# Giselle González
Giselle González (Ciudad de México, 31 de mayo de 1969) es una productora de televisión mexicana que se ha destacado en telenovelas con un toque realista  y programas de televisión, para la cadena Televisa. 
Es hermana de la actriz Michelle González.

## Biografía
Es egresada de la Universidad Nacional Autónoma de México (UNAM), con la licenciatura en Ciencias de la comunicación. Realizó los Diplomados de Dirección y Desarrollo de Negocios así como de Mercadotecnia en el Tecnológico de Monterrey. Inició su carrera profesional en la empresa Televisa en el año de 1990, trabajando con diferentes productores entre ellos con el señor Luis de Llano Palmer y con su hijo Luis de Llano Macedo.
El año de 1994 marca el inicio en la carrera de Giselle, de una etapa como productora asociada, durante la cual realizó diversos proyectos, entre los cuales destacan las siguientes telenovelas:
En 1996 trabajó bajo las órdenes de Julissa en su regreso a la producción de telenovelas con la trama de La sombra del otro, argumento original de Carlos Olmos y Enrique Serna, y en 1997-1998 trabaja en el debut como productores del matrimonio Rebecca Jones y Alejandro Camacho en una historia escrita por Jaime García Estrada y Orlando Merino llamada Huracán.
Es en el año 2000 cuando Giselle inicia su etapa como productora asociada en Locura de amor que marca el debut de Roberto Gómez Fernández como productor de novelas.
A esta etapa junto a Roberto Gómez Fernández, hay que sumar dos melodramas más: El juego de la vida en 2001-2002 y CLAP en 2003-2004.
En el 2006 inicia su etapa como productora ejecutiva también junto a Roberto Gómez Fernández con la serie Amor mío, realizada en Buenos Aires, Argentina.
El 25 de febrero de 2008 aparece en las pantallas mexicanas su telenovela Alma de hierro, versión de la producción argentina Son de Fierro, la cual se convirtió en todo un fenómeno que permaneció al aire por más de año y medio.
El 12 de julio de 2010 sale al aire otro éxito de la dupla González-Fernández, la telenovela Para volver a amar. La telenovela está basada en la producción colombiana El último matrimonio feliz.
Durante 2012 Giselle y Roberto Gómez Fernández lanzaron su último proyecto juntos, Cachito de cielo.
En 2014 Giselle regresa a producir independientemente la nueva telenovela Yo no creo en los hombres, versión de la telenovela del mismo nombre de 1991.
Entre 2016 y 2017 regresa produciendo la telenovela original La candidata la cual fue protagonizada por Silvia Navarro y Víctor González.
De nuevo en 2017 produce la telenovela Caer en tentación versión de la telenovela argentina Amar después de amar protagonizada por Silvia Navarro Adriana Louvier Gabriel Soto y Carlos Ferro la cual finalizó a principios de febrero de 2018.

## Trayectoria

### Productora ejecutiva
- Amor mío (2006-2007) con Roberto Gómez Fernández
- Alma de hierro (2008-2009) con Roberto Gómez Fernández
- Para volver a amar (2010-2011) con Roberto Gómez Fernández[4]
- Cachito de cielo (2012) con Roberto Gómez Fernández
- Yo no creo en los hombres (2014-2015)
- La candidata (2016-2017)
- Caer en tentación (2017-2018)
- Cuna de lobos (2019)
- Imperio de mentiras (2020-2021)
- Mujer de nadie (2022)[5]
- Senda prohibida (2023)
- Marea de pasiones (2024)

### Productora asociada
- La sombra del otro (1996)
- Huracán (1997-1998)
- Locura de amor (2000)
- El juego de la vida (2001-2002)
- CLAP (2003-2004)

### Coordinadora de producción
- Baila conmigo (1992)

### Asistente de producción
- Segunda parte de Alcanzar una estrella II (1991)

## Premios y nominaciones

### Premios TVyNovelas
| Año  | Categoría                 | Telenovela                | Resultado |
| ---- | ------------------------- | ------------------------- | --------- |
| 2007 | Mejor programa de comedia | Amor mío *                | Ganadora  |
| 2008 | Mejor programa de comedia | Amor mío *                | Nominada  |
| 2009 | Mejor telenovela          | Alma de hierro *          | Nominada  |
| 2011 | Mejor telenovela          | Para volver a amar *      | Ganadora  |
| 2015 | Mejor reparto             | Yo no creo en los hombres | Ganadora  |
| 2015 | Mejor telenovela          | Yo no creo en los hombres | Nominada  |
| 2017 | Mejor reparto             | La candidata              | Ganadora  |
| 2017 | Mejor telenovela          | La candidata              | Ganadora  |
| 2018 | Mejor telenovela          | Caer en tentación         | Ganadora  |
| 2018 | Mejor reparto             | Caer en tentación         | Ganadora  |

### Premios Mundo Latino
| Año  | Categoría        | Telenovela         | Resultado |
| ---- | ---------------- | ------------------ | --------- |
| 2012 | Mejor telenovela | Cachito de cielo * | Ganador   |

### Premios ACE
| Año  | Categoría        | Telenovela                | Resultado |
| ---- | ---------------- | ------------------------- | --------- |
| 2011 | Mejor telenovela | Para volver a amar *      | Ganadora  |
| 2016 | Mejor telenovela | Yo no creo en los hombres | Ganadora  |

### Premios Bravo
| Año  | Categoría        | Telenovela                | Resultado |
| ---- | ---------------- | ------------------------- | --------- |
| 2009 | Mejor telenovela | Alma de hierro *          | Ganadora  |
| 2015 | Mejor telenovela | Yo no creo en los hombres | Ganadora  |

### Premios GLAAD
| Año  | Categoría        | Telenovela       | Resultado |
| ---- | ---------------- | ---------------- | --------- |
| 2009 | Mejor telenovela | Alma de hierro * | Ganadora  |

* Junto a Roberto Gómez Fernández

### TV Adicto Golden Awards
| Año  | Categoría                                    | Telenovela                | Resultado |
| ---- | -------------------------------------------- | ------------------------- | --------- |
| 2010 | Mejor escenografía y utilería                | Para volver a amar        | Ganador   |
| 2010 | Mejor vestuario                              | Para volver a amar        | Ganador   |
| 2010 | Mejor reparto                                | Para volver a amar        | Ganador   |
| 2010 | Mejor producción                             | Para volver a amar        | Ganador   |
| 2010 | Mejor telenovela de televisa                 | Para volver a amar        | Ganador   |
| 2014 | Mejor telenovela de televisa                 | Yo no creo en los hombres | Ganadora  |
| 2014 | Premio especial a la gran telenovela del año | Yo no creo en los hombres | Ganadora  |
| 2016 | Mejor escenografía y utilería                | La candidata              | Ganadora  |
| 2016 | Mejor vestuario                              | La candidata              | Ganadora  |
| 2016 | Mejor créditos de entrada                    | La candidata              | Ganadora  |
| 2016 | Mejor reparto                                | La candidata              | Ganadora  |
| 2016 | Mejores locaciones                           | La candidata              | Ganadora  |
| 2016 | Mejor producción                             | La candidata              | Ganadora  |
| 2016 | Mejor telenovela de televisa                 | La candidata              | Ganadora  |
| 2016 | Premio especial a la gran telenovela del año | La candidata              | Ganadora  |
| 2017 | Mejor telenovela de televisa                 | Caer en tentación         | Ganadora  |